# Казеария Уильямса
Казеа́рия Уи́льямса или касеария Уильямса  (лат. Casearia williamsiana) — вид деревьев и кустарников из рода Казеария (Casearia) семейства Ивовые (Salicaceae). 
Описана в 1980 году немецким и нидерландским ботаником Германом Слоймером (1906—1993). Названа в честь американского ботаника Луи Ото Уильямса (1908—1991).

## Описание
Листопадное дерево или кустарник высотой 3—8 метров. Листья эллиптические, длиной 11,5—30 см и шириной 6—16 см, с черешком длиной 1—3 мм. В соцветиях, расположенных в пазухах листьев, от 2 до 7 белых цветков. Чашелистики овальные, длиной 3—8 мм. Тычинок 8—10. Семена шаровидные, диаметром 1,5—2,5 см.

## Ареал
Встречается вдоль берегов рек, в лесах. Является эндемиком Гондураса.

## Охранный статус
Занесена в Международную Красную книгу со статусом Critically Endangered  «Вид на грани исчезновения».